# Регенерация

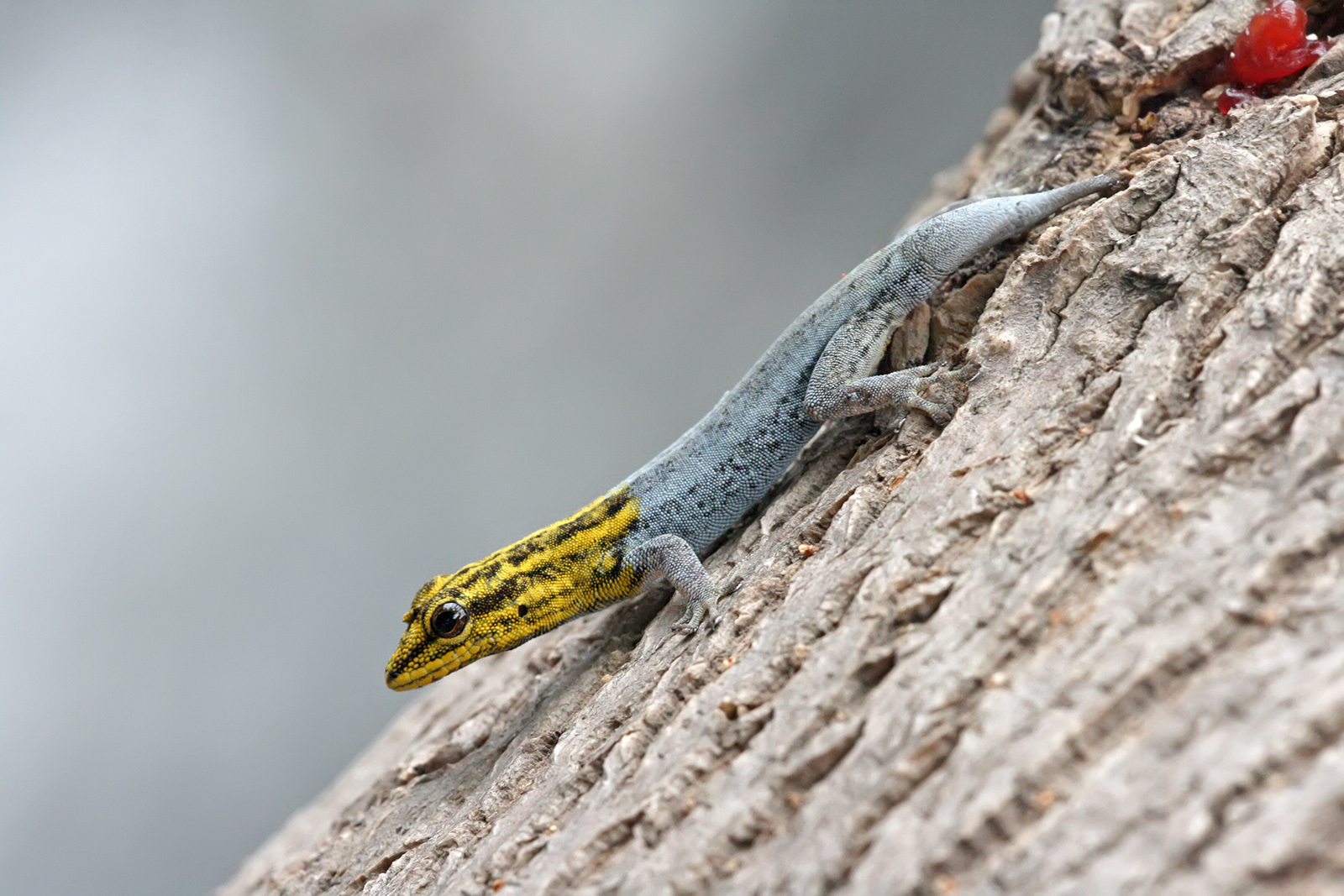
Lygodactylus luteopicturatus регенерирует потерянный хвост

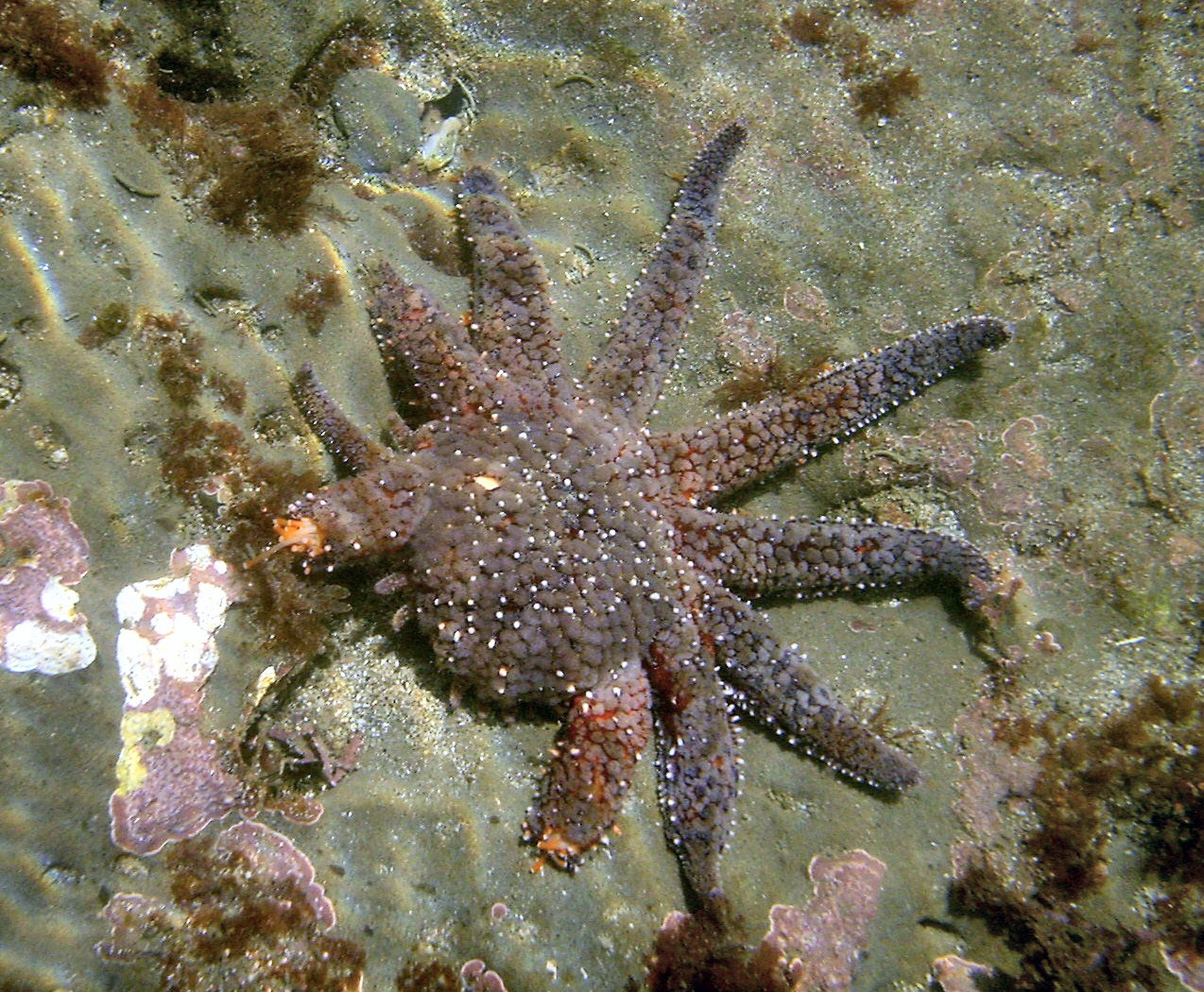
Морская звезда регенерирует потерянные лучи

Регенера́ция (лат. regeneratio – восстановление) — способность живых организмов со временем восстанавливать повреждённые ткани, а иногда и целые потерянные органы.
Регенерацией также называется восстановление целого организма из его искусственно отделённого фрагмента (например, восстановление гидры из небольшого фрагмента тела или диссоциированных клеток). У протистов регенерация может проявляться в восстановлении утраченных органоидов или частей клетки.
Регенерация, происходящая в случае повреждения или утраты какого-нибудь органа или части организма, называется репаративной. Регенерацию в процессе нормальной жизнедеятельности организма, обычно не связанную с повреждением или утратой части организма, называют физиологической.

## Физиологическая регенерация
В каждом организме на протяжении всей его жизни постоянно идут процессы восстановления и обновления. У человека, например, постоянно обновляется наружный слой кожи. Птицы периодически сбрасывают перья и отращивают новые, а млекопитающие сменяют шерстный покров. У листопадных деревьев листья ежегодно опадают и заменяются новыми. 

## Репаративная регенерация
Репаративной называют регенерацию, происходящую после повреждения или утраты какой-либо части тела. Выделяют типичную и атипичную репаративную регенерацию.
При типичной регенерации утраченная часть замещается путём развития точно такой же части. Причиной утраты может быть внешнее воздействие (например, ампутация), или же животное намеренно отрывает часть своего тела (автотомия), как ящерица, обламывающая часть своего хвоста, спасаясь от врага.
При атипичной регенерации утраченная часть замещается структурой, отличающейся от первоначальной количественно или качественно. У регенерировавшей конечности головастика число пальцев может оказаться меньше исходного, а у креветки вместо ампутированного глаза может вырасти антенна (гетероморфоз).

## Регенерация у животных
Способность к регенерации широко распространена среди животных. Низшие животные, как правило, чаще способны к регенерации, чем более сложные высокоорганизованные формы. Так, среди беспозвоночных гораздо больше видов, способных восстанавливать утраченные органы, чем среди позвоночных, но только у некоторых из них возможна регенерация целой особи из небольшого её фрагмента. Тем не менее общее правило о снижении способности к регенерации с повышением сложности организма нельзя считать абсолютным. Такие примитивные животные, как круглые черви и коловратки, практически не способны к регенерации, а у гораздо более сложных ракообразных и амфибий эта способность хорошо выражена; известны и другие исключения. Некоторые сравнительно близкородственные животные сильно различаются в этом отношении. Так, у многих видов дождевых червей только из передней половины тела может полностью регенерировать новая особь, тогда как пиявки не способны восстановить даже отдельные утраченные органы. У хвостатых амфибий на месте ампутированной конечности образуется новая, а у лягушки культя просто заживает и никакого нового роста не происходит. Однако, как показали опыты Полежаева, если культю лягушки подвергать механическим раздражениям или воздействию определённых химических веществ, то конечность регенерирует. Более того, при таких условиях регенерируют и конечности некоторых млекопитающих, например новорождённых крысят.
Нет также чёткой связи между характером эмбрионального развития и способностью к регенерации. Так, у некоторых животных со строго детерминированным развитием (гребневики, полихеты) во взрослом состоянии регенерация развита хорошо (у ползающих гребневиков и некоторых полихет целая особь может восстановиться из небольшого участка тела), а у некоторых животных с регулятивным развитием (морские ежи, млекопитающие) — достаточно слабо.
Многие беспозвоночные способны к регенерации значительной части тела. У большинства видов губок, гидроидных полипов, многих видов плоских, ленточных и кольчатых червей, мшанок, иглокожих и оболочников из небольшого фрагмента тела может регенерировать целый организм. Особенно примечательна способность к регенерации у губок. Если тело взрослой губки продавить через сетчатую ткань, то все клетки отделятся друг от друга, как просеянные сквозь сито. Если затем поместить все эти отдельные клетки в воду и осторожно, тщательно перемешать, полностью разрушив все связи между ними, то спустя некоторое время они начинают постепенно сближаться и воссоединяются, образуя целую губку, сходную с прежней. В этом участвует своего рода «узнавание» на клеточном уровне, о чём свидетельствует следующий эксперимент: губки трёх разных видов разделяли описанным способом на отдельные клетки и как следует перемешивали. При этом обнаружилось, что клетки каждого вида способны «узнавать» в общей массе клетки своего вида и воссоединяются только с ними, так что в результате образовалась не одна, а три новых губки, подобные трём исходным. Из других животных к восстановлению целого организма из взвеси клеток на постэмбриональной стадии способна только гидра и некоторые другие книдарии.
По этиологии и механизму развития различают физиологическую, репаративную регенерации, регенерационную гипертрофию и патологическую регенерацию. Физиологическая регенерация — это восстановление элементов клеток и тканей в результате их естественного отмирания. Репаративная регенерация — это восстановление структурных элементов клеток и тканей в результате их патологической гибели. Регенерационная гипертрофия — это возмещение исходной массы организма взамен погибшей за счёт увеличения сохранившейся его части или других органов без восстановления формы органа. Патологическая регенерация — это нарушение или извращение нормального течения регенерационного процесса.

## Регенерация у человека
У человека хорошо регенерирует эпидермис; к регенерации способны также такие его производные, как волосы и ногти. Способностью к регенерации обладает также костная ткань: кости срастаются после переломов. С утратой части печени (до 85 %) оставшиеся фрагменты начинают увеличиваться в размере благодаря увеличению размера самих клеток, но не благодаря увеличению их количества; таким образом печень полностью восстанавливает первоначальную массу. 
При определённых условиях могут ограничено регенерировать кончики пальцев, вплоть до восстановление ногтевой пластины у детей — при отрыве фрагмента пальца до первой фаланги.
До недавних пор считалось, что нервная система не способна к регенерации, но последние исследования показали, что ЦНС обладает некоторым нейрогенезом — способностью создавать новые нейроны и впоследствии образовывать новые синаптические соединения.